# 11 км (зупинний пункт, Полтавська дирекція Південної залізниці)
11 кіломе́тр — пасажирський залізничний зупинний пункт Полтавської дирекції Південної залізниці на лінії Потоки — Редути між станціями Потоки (11 км) та Редути (3 км).
Розташований у місті Горішні Плавні (місцевості Низи та Дружба) Горішньоплавнівської міської ради Полтавської області.
На даній ділянці приміське сполучення припинино.